# Lovászpatona
Lovászpatona je velká vesnice v Maďarsku v župě Veszprém, spadající pod okres Pápa. Nachází se asi 13 km jihovýchodně od Tétu, 20 km severovýchodně od Pápy a asi 30 km jižně od Győru. V roce 2015 zde žilo 1133 obyvatel, z nichž 87,9 % tvoří Maďaři.
Kromě hlavní části k Lovászpatoně připadají ještě malé části Górépuszta, Heiterpuszta, Nagytelep, Öreghegy, Pölőskeitanya a Téglaházpuszta.
Lovászpatona leží na silnici 8306. Je přímo silničně spojená s obcemi Bakonyság, Bakonyszentistván, Gyömöre, Kajárpéc, Nagydém, Szerecseny a Vanyola. Lovászpatonou protéká potok Csángota, který se vlévá do řeky Marcal. U Lovászpatony se též nachází vodní nádrž a mnoho malých rybníčků.
V Lovászpatoně se nachází zámek Somogyi-kastély, katolický kostel sv. Jana Nepomuckého a evangelický kostel. Je zde též pošta, dva obchody a restaurace.